# Les Bouchoux
Les Bouchoux je naselje in občina v vzhodnem francoskem departmaju Jura regije Franche-Comté. Leta 2009 je naselje imelo 317 prebivalcev.

## Geografija
Kraj leži v pokrajini Franche-Comté ob reki Tacon, 71 km vzhodno od Bourg-en-Bressa.

## Uprava
Les Bouchoux je sedež istoimenskega kantona, v katerega so poleg njegove vključene še občine Bellecombe, Choux, Coiserette, Coyrière, Larrivoire, Les Moussières, La Pesse, Rogna, Viry in Vulvoz z 2.416 prebivalci (v letu 2009).
Kanton Bouchoux je sestavni del okrožja Saint-Claude.

## Zanimivosti
- cerkev Marijinega Vnebovzetja;